# Morris Wintschewski
Morris Wintschewski (Morris Winchevsky, jiddisch: מאָריס װינטשעװסקי, lit. Morisas Vinčevskis; Pseudonym von Benzel Susmanowitsch Nowachowitsch (Russ. Бенцель Сусманович Новахович, wiss. Transliteration: Bencel' Susmanovič Novachovič); geboren 9. August 1856 in Jonava, Russisches Kaiserreich; gestorben 18. März 1932 in New York) war ein jiddischer und hebräischer Schriftsteller, Dichter und Sozialist litauischer Herkunft. 

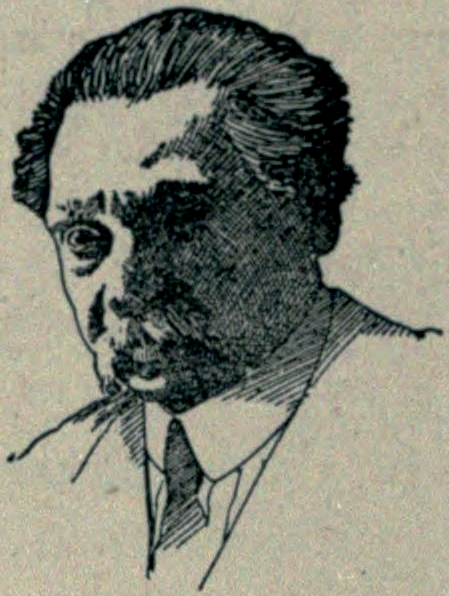
Morris Wintschewski (1917)

Von seinen amerikanischen Lesern und der sowjetischen Literaturkritik wurde er in den 1930er Jahren als „Großvater“ der jiddischen sozialistischen Literatur gefeiert.

## Leben und Werk
Morris Wintschewski wurde als Lipe Benzion Novakhovitsch in Jonava, einer litauischen Stadt in der Nähe von Kaunas geboren. Seit 1870 arbeitete er in Wilna als Bankangestellter. Seine literarische Karriere begann er 1873 als hebräischer Dichter und Journalist. Er schrieb oft unter den Pseudonymen „Ben Nets“ (Sohn eines Falken) und „Yigal isch ha-Ru'ach“ (Yigal, der Mann des Geistes). In den 1880er Jahren begann er jiddische Gedichte zu schreiben.
Er lebte seit 1877 in Königsberg in Preußen, wo er Ludwig Börnes Schriften aufsog und auf die aus Berlin ausgewiesenen osteuropäischen Sozialisten traf. Er schrieb für jüdische, jiddische und russische Zeitungen. Nach Bismarcks Sozialistengesetz kam er Ende 1878 in eine viermonatige Gefängnishaft und emigrierte dann über Frankreich und England. In London gründete er mit Eljohu Wolf Rabinovitsch die kurzlebige jiddische Zeitung Der pojlischer jidl, Zielgruppe waren die 30.000 jiddischen Einwanderer in East End. 1894 übersiedelte er in die Vereinigten Staaten.
Wintschewski war einer der jüdischen Vertreter des Comité des délégations juives (Komitee der jüdischen Delegationen) an der Versailler Friedenskonferenz nach dem Ersten Weltkrieg. In den 1920er Jahren wandte er sich dem Kommunismus zu und verbrachte 1924 und 1925 mehrere Monate in der Sowjetunion, wo er in den 1930er Jahren als „Großvater“ der jiddischen sozialistischen Literatur gefeiert wurde.
Wintschewski war ein engagierter Sozialist, der seiner politischen Haltung in seinen Gedichten Ausdruck verlieh. Sein Werk ist von seinem humanistischen und jüdischen Engagement geprägt. Neben seiner schriftstellerischen Tätigkeit war er auch als Journalist für die jiddische Presse in den USA tätig, so für den Forverts, Der Emes und für Di Tsukunft, die er auch herausgab.
Von 1927 bis zu seinem Tod war er gelähmt. 1927–28 erschien eine zehnbändige Ausgabe seiner Werke.